# Gedenkkruis voor verzetsmensen

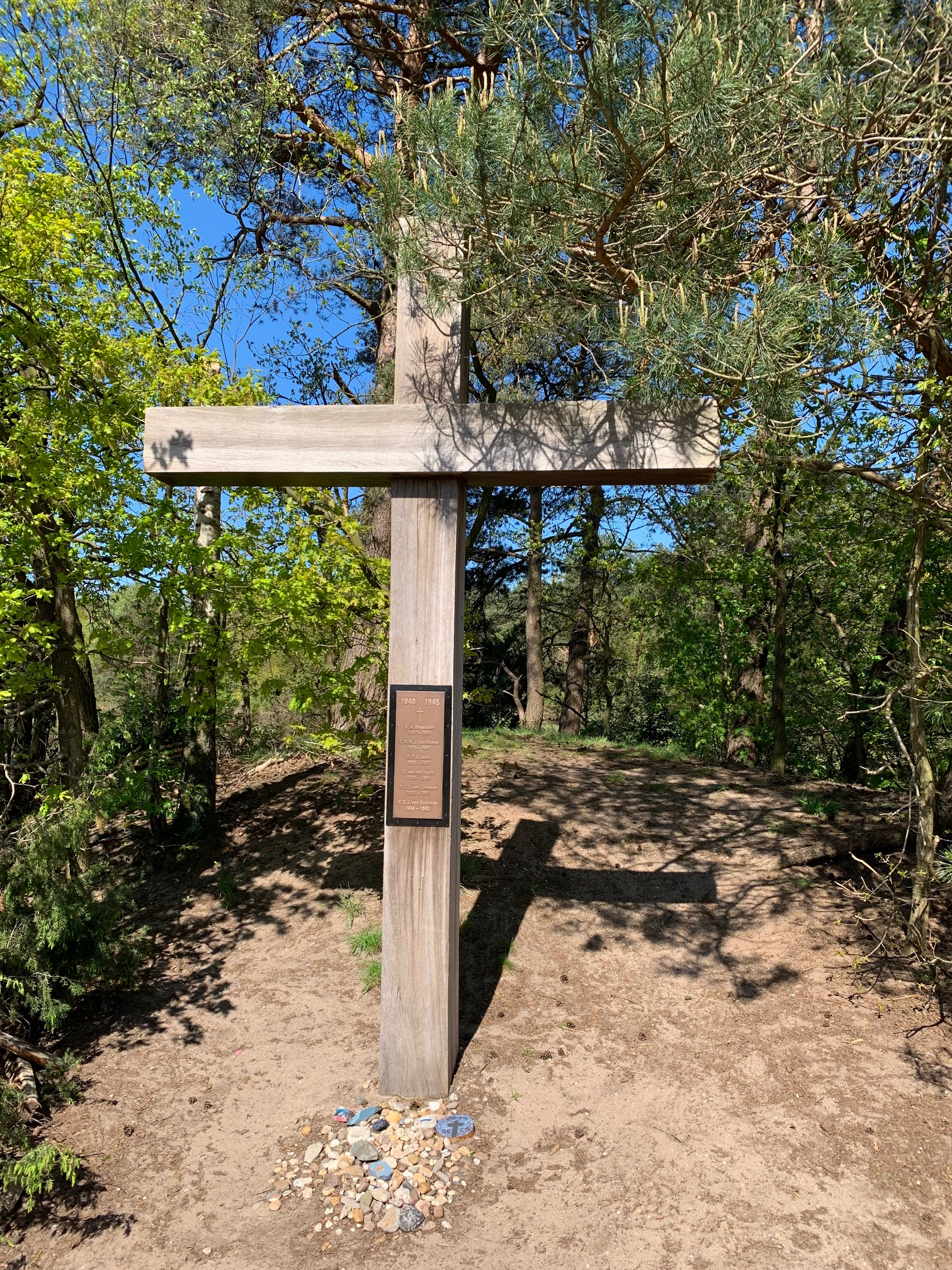
Gedenkkruis voor Verzetsmensen WOII, Bussumerheide

Het Gedenkkruis voor verzetsmensen is een monument op de Bussumerheide in de gemeente Hilversum. 
In 1941 en 1942 tijdens de Tweede Wereldoorlog, werden in de omgeving van deze plaats door de Duitse bezetter een aantal gevangenen geëxecuteerd die wegens verzets- en spionageactiviteiten ter dood veroordeeld waren. Het is ook de plek waar de voormalige schietbaan was voor de nabij gelegen legerplaats Crailo.
Op de Bussummerheide is in 1945 ter herinnering hieraan een eenvoudig kruis geplaatst. In 1978 werd dat vervangen door het monumentale houten Gedenkkruis voor verzetsmensen. Hierop stonden aanvankelijk vier namen: 
- A.A. Bosschart,
- L.A.R.J. van Hamel,
- R.P. s'Jacob,
- C. van der Vegte,

In 2007 werd een nieuwe plaquette bevestigd zodat de naam van A.J.L. van Zomeren kon worden toegevoegd.
In 2024 werd nogmaals een naam toegevoegd op een vernieuwde plaquette met de naam H.C.J. van Ginhoven, zijn naam staat ook vermeld op een gedenkraam van de gemeente Amsterdam.
Er vindt jaarlijks een dodenherdenking plaats op 4 mei.

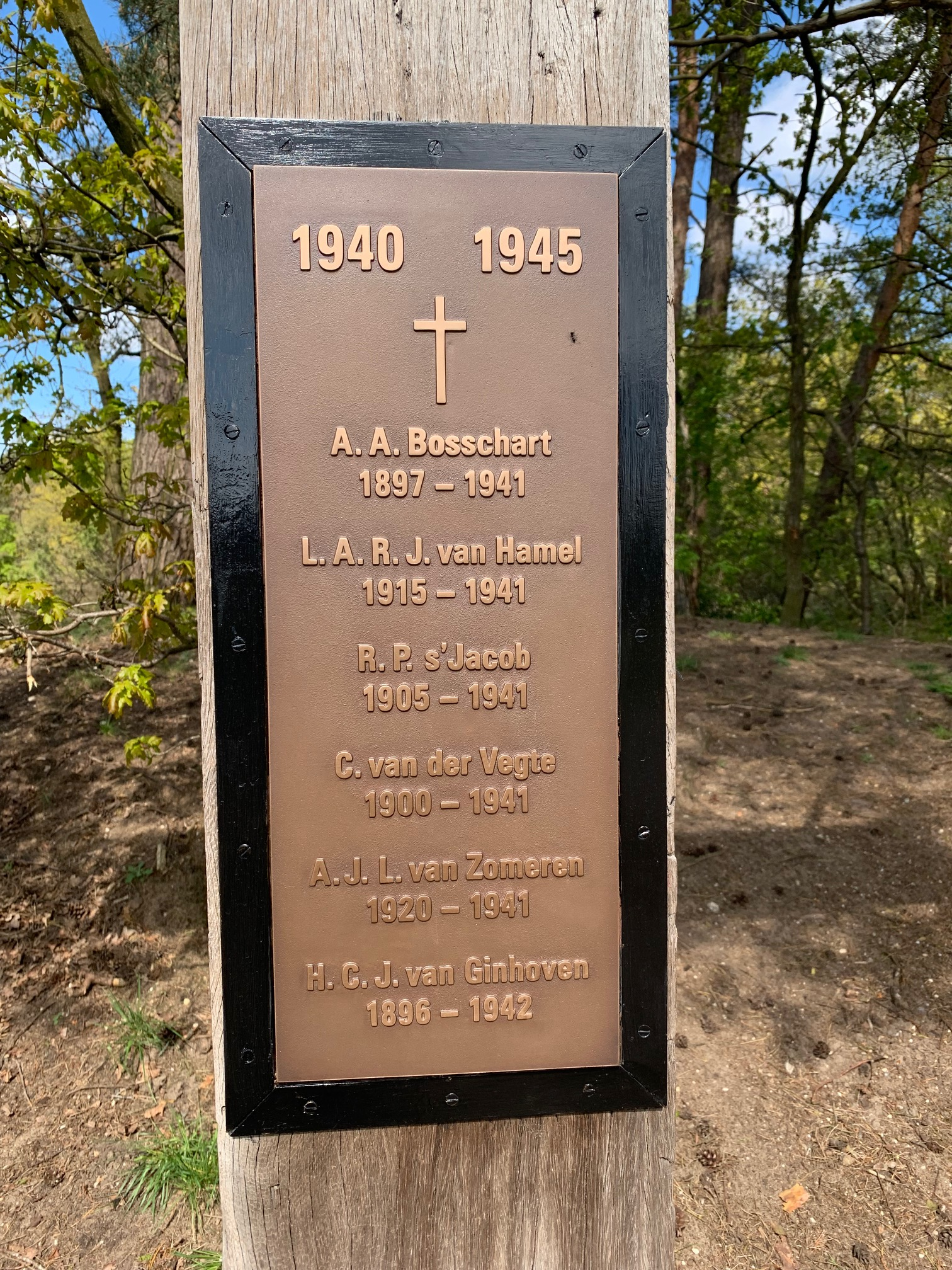
Namenlijst
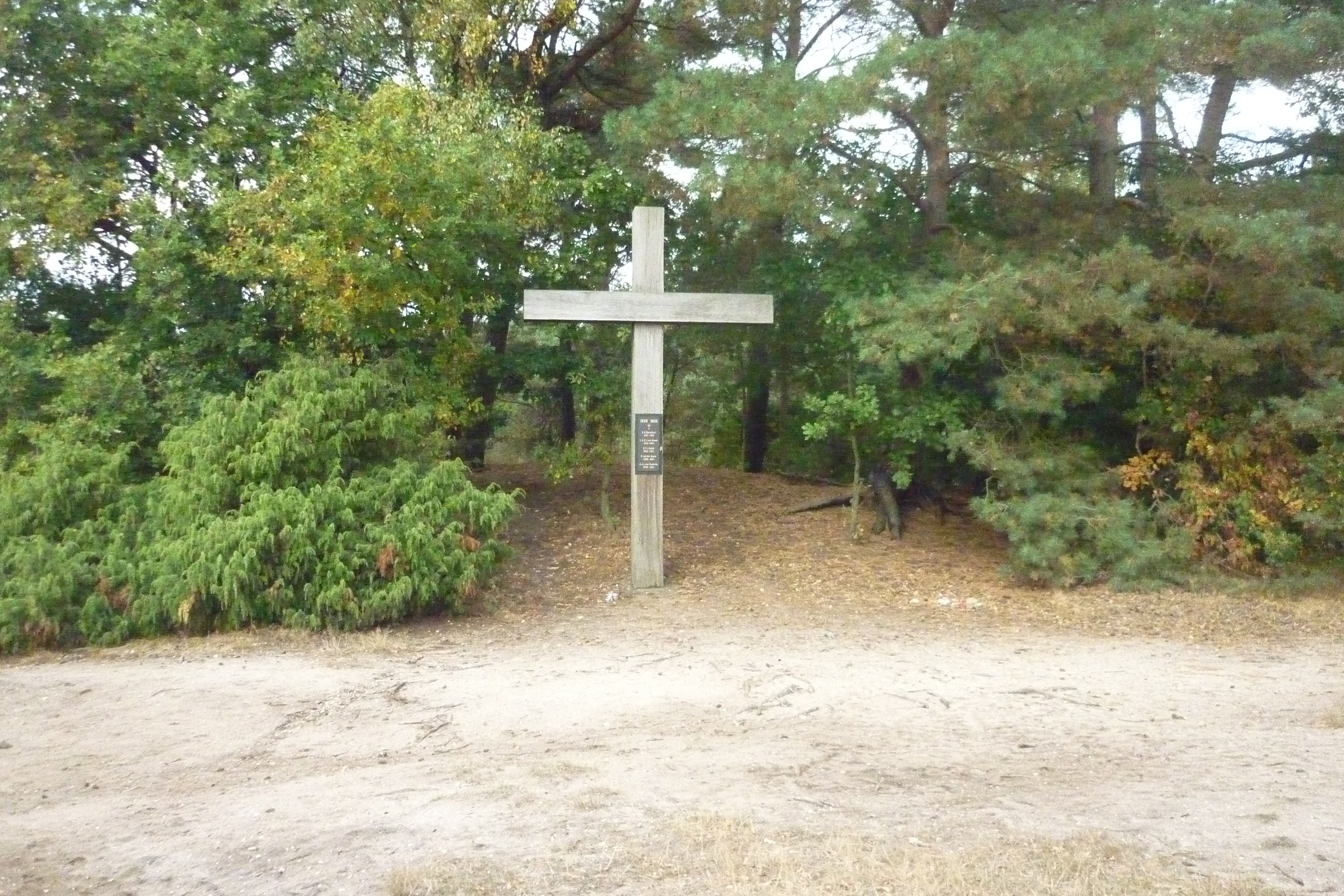
Tegen de bosrand
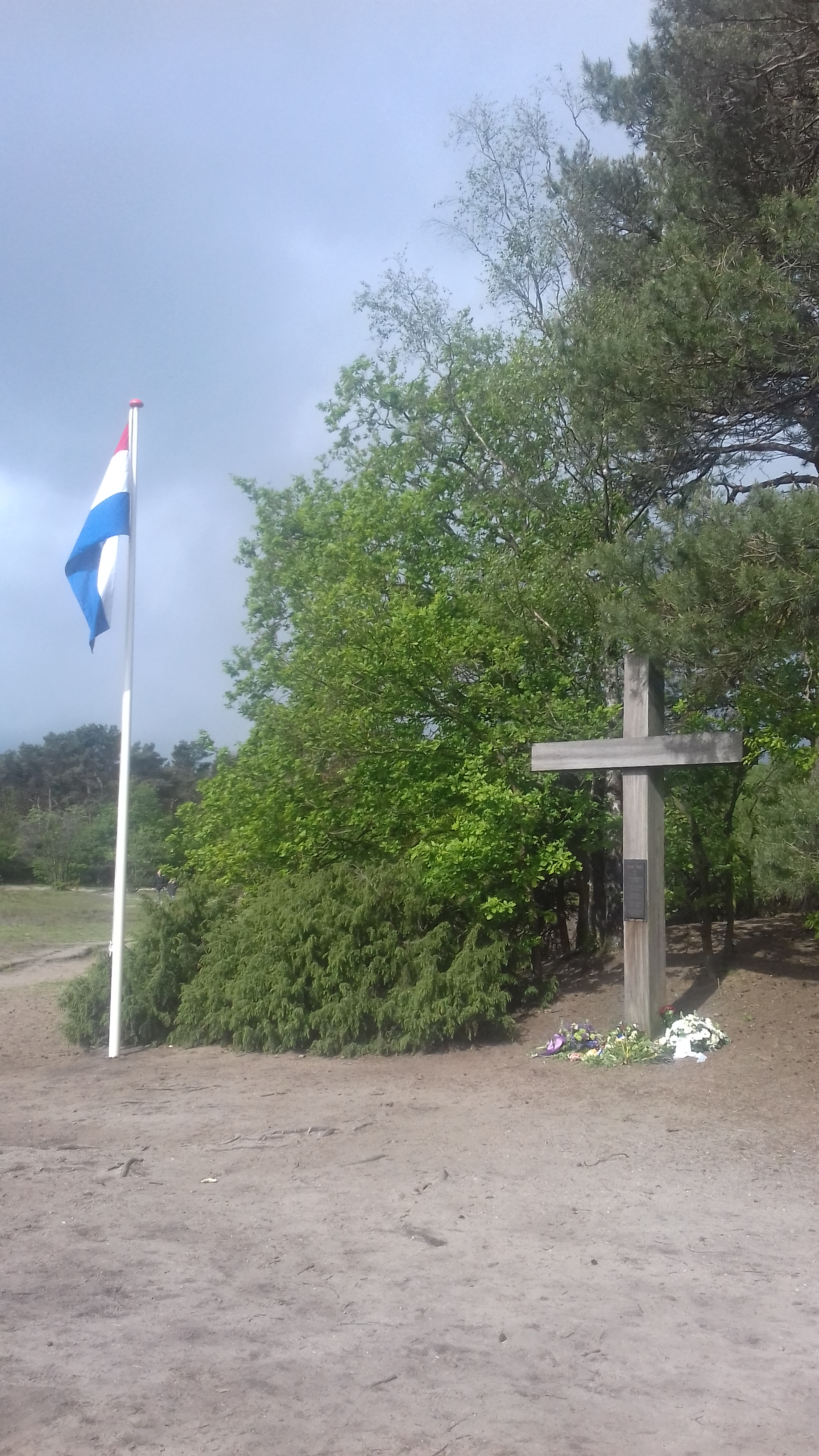
5 mei viering na herdenken op 4 mei